# رينيه بريفات
رينيه بريفات (بالفرنسية: René Privat)‏ ولد بتاريخ 04 ديسمبر 1930 في فرنسا، وتوفي في 19 يوليو 1995 في فرنسا، كان دراج فرنسي في صنف سباق الدراجات على الطريق.

## سجل النتائج

### سباقات أو مراحل فاز بها
- طواف فرنسا

## وصلات خارجية
- الموقع الرسمي

## روابط خارجية
- رينيه بريفات على موقع أرشيف الدراجات (الإنجليزية)
- رينيه بريفات على موقع إحصائيات الدراجات الإحترافية (الإنجليزية)
- رينيه بريفات على موقع CycleBase (الإنجليزية)